# Rick L. Danheiser

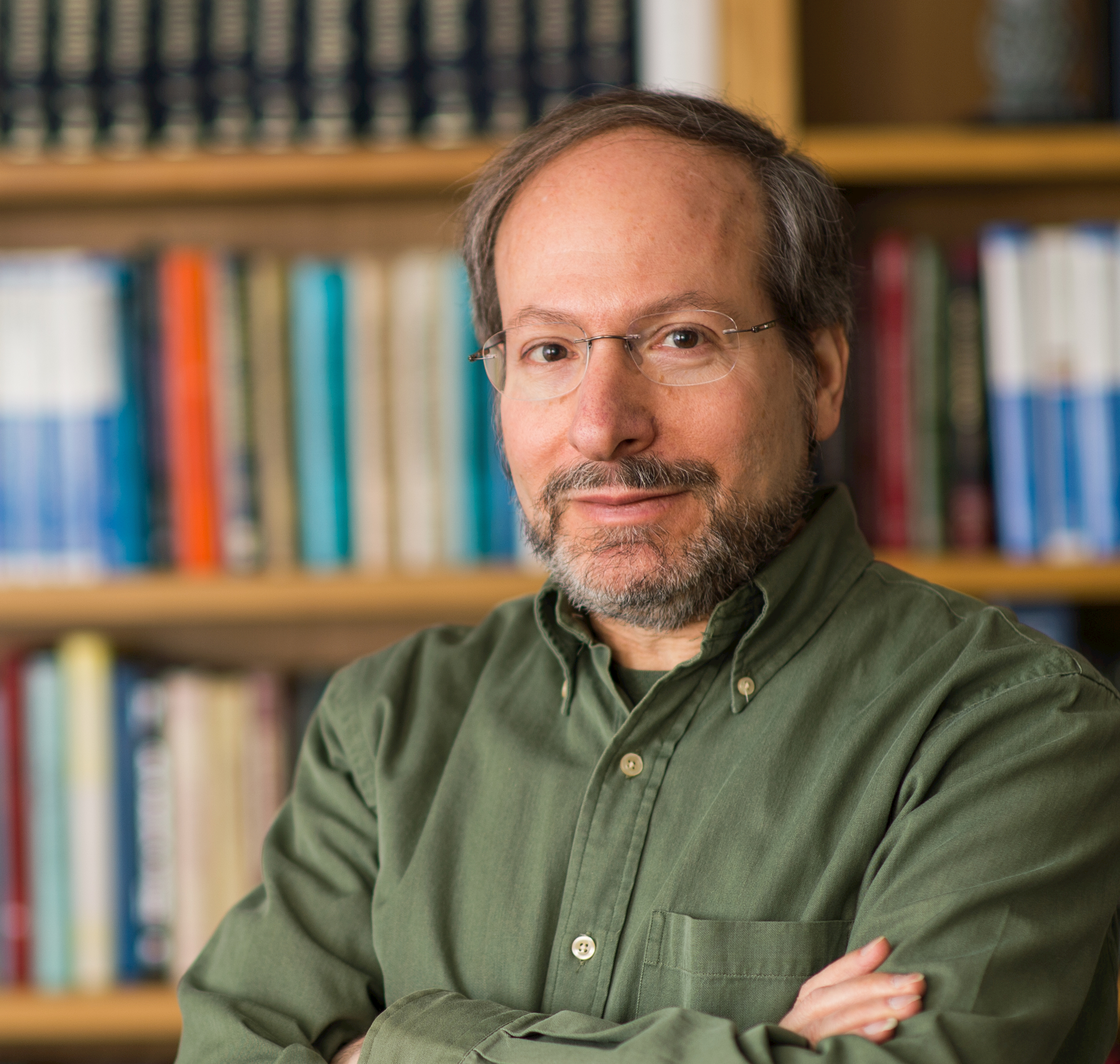
Rick Lane Danheiser (2012)

Rick Lane Danheiser (* 12. Oktober 1951 in New York City) ist ein US-amerikanischer organischer Chemiker und hat am Massachusetts Institute of Technology (MIT) die Arthur-C.-Cope-Professur für Chemie inne. Sein Arbeitsgebiet sind neue Methoden zur Synthese komplexer organischer Verbindungen. Mehrere von ihm entwickelte Reaktionen, beispielsweise die Danheiser-Anellierung und die Danheiser-Benzanellierung, tragen seinen Namen.

## Leben und Werk
Danheiser besuchte das New Yorker Columbia College. Dort entwickelte er schon als Student gemeinsam mit Gilbert Stork eine Methode zur regiospezifischen Alkylierung an Enolethern aus 1,3-Diketonen (Stork-Danheiser-Alkylierung) und setzte sie in einer Totalsynthese des Spiro-Sesquiterpens β-Vetivon ein.  Danheiser wurde 1978 an der Harvard University bei Elias J. Corey über die Totalsynthese des Diterpen-Pflanzenhormons Gibberellinsäure promoviert.

## Arbeitsgebiete
Danheisers Forschung zur Synthese komplexer Moleküle und von Naturstoffen führte zu neuen Synthesemethoden: hoch stereoselektive [4+1]-Cyclopenten-Anellierungen durch Vinylcyclopropan-Umlagerungen, die Anwendung ungesättigter Organosilane in einer [3+2]-Anellierungsstrategie zur Synthese fünfgliedriger Ringsysteme (Danheiser-Anellierung); Benzanellierung durch pericyclische Reaktionen von Vinylketenen (Danheiser-Benzoannelierung); Methoden zur Synthese aromatischer und dihydroaromatischer Verbindungen auf der Basis von Cycloadditionen hochungesättigter konjugierter Moleküle wie konjugierter 1,3-Enine sowie formale [2+2+2]-Cycloadditionen auf der Basis von Reaktionskaskaden aus propargylischer En-Reaktion/Diels-Alder-Reaktion.
Zu den Naturprodukten, die in seinem Labor am MIT synthetisiert wurden, gehören die neurotoxischen Alkaloide Anatoxin A und Chinolizidin-Alkaloid-217A, das Immunsuppressivum Mycophenolsäure, das Antitumormittel Ascochlorin und eine Reihe von Diterpenchinonen der traditionellen chinesischen Medizin.
Danheiser hat besonderes Interesse an der Reproduzierbarkeit wissenschaftlicher Forschungsergebnisse. Er ist seit 2004 Chefredakteur der Fachzeitschrift Organic Syntheses. Alle hier publizierten Daten und Experimente müssen im Labor eines Redaktionsmitglieds experimentell bestätigt sein. Danheiser engagiert sich langjährig für die Laborsicherheit, war am MIT Vorsitzender mehrerer Komitees zur Arbeitssicherheit und Chemikaliensicherheit und wurde dafür ausgezeichnet. Danheiser war auch Mitglied des National Research Council Committee on Prudent Practices for the Handling, Storage and Disposal of Chemicals in Laboratories und leitete das Subcommittee on Assessing Chemical Hazards.

## Auszeichnungen
- 1995: Cope Scholar Award der Amerikanischen Chemischen Gesellschaft[22]